# Yurina Hiraka
Yurina Hiraka (japanisch 平加 有梨奈 Hiraka Yurina; * 4. Juni 1991) ist eine ehemalige japanische Leichtathletin, die sich auf den Weitsprung spezialisiert hat. 2014 wurde sie in dieser Disziplin in Hangzhou Hallenasienmeisterin.

## Sportliche Laufbahn
Erste internationale Erfahrungen sammelte Yurina Hiraka im Jahr 2014, als sie bei den Hallenasienmeisterschaften in Hangzhou mit einer Weite von 6,34 m auf Anhieb die Goldmedaille gewann. Im Jahr darauf gelangte sie bei den Asienmeisterschaften in Wuhan mit 5,94 m auf den elften Platz und 2022 beendete sie ihre aktive sportliche Karriere im Alter von 31 Jahren.